# Девчонки (телесериал, 2012)
Девчонки (англ. Some Girls) — британский комедийный молодёжный ситком 2012 года о четырёх подругах.

## Сюжет
Четверо подруг, Вива (Эделайо Эдедайо), Эмбер (Элис Фелгейт), Холли (Наташа Джонас) и Саз (Мандип Дхиллон) живут в спальном районе Лондона. Вива живёт с родителями Робом и мачехой Анной, которая в то же время футбольный тренер Вивы. Блондинка Эмбер любит нести чушь, в чём подруги ей не признаются, сплетничать и Брэндона. Саз в, противоположность Эмбер, вставляет интеллектуальную реплику, хотя более учёность не мешает ей быть жёсткой. Широкоплечая Холли предпочитает действовать с позиции силы и вообще имеет взрывной характер, она как и её подруги играет в футбольной команде.